# Битка при Таипале
Битката при Таипале е битка от Съветско-финландската война, по време на която съветските войски се опитват през декември 1939 г. да пробият линията Манерхайм. Финландските войски успяват да организират ефективна защита в тази област. От съветска страна 49-та, 142-ра и 150-та дивизии се приближават до Таипала до 3 декември. Те имат собствена стандартна артилерия с повече от 100 танка.

## Ход на събитията
Преминаването на реката започва следобед без достатъчна артилерийска подготовка и димна завеса, което довежда до голям брой жертви сред нападателите, които използват гумени лодки. Преминаването е възпрепятствано от тежък картечен огън от финландските бункери. На 7 декември финландците се опитват да контраатакуват войските на Червената армия, окопани на северния бряг, но губят около 70 души (30 от които са убити). Загубите на Червената армия са четири пъти по-големи.
На 10 декември 469-ти полк от 150-та дивизия е вдигнат, за да атакува финландските позиции в Кирвесмяки, но претърпява значителни загуби на личен състав. В битката временният командир на 469-ти полк капитан Дубен е тежко ранен и умира от раните си по време на отстъпление, а раненият началник на щаба на полка капитан Семенов е оставен на бойното поле, където умира от замръзване. И тримата командири на батальони и почти всички ротни командири са ранени и убити. Основният успех на деня е превземането на бункера Алкараз. За този подвиг капитан Нетребе е награден със златна геройска звезда. Следващите два дни финландците се опитват да си върнат позициите.
На 15 декември съветските войски започват танкова атака от 39-та танкова бригада под командването на подполковник Дмитрий Лелюшенко. На 13 декември танкове Т-26 пресичат реката до предмостие на северния бряг в Кукуниеми. Танковата атака на 59 превозни средства е предшествана от тричасов артилерийски обстрел. В 11:30 часа обстрелът спира. По време на атаката танковете маневрират трудно по планинския северен бряг. Противникът успява да отсече бронираната техника от настъпващата пехота в района на потока Мустаоя. В допълнение към противотанковите оръдия, финландците използват и коктейли Молотов за унищожаване на танковете. По време на неуспешната танкова атака съветските войски губят 28 танка. По време на танковата атака на 16 декември финландците отстраняват още 7 танка. На 17 декември в района на дефилето Мустаоя съветските войски се натъкват на минирани развалини и бариери от бодлива тел. Нападателите са посрещнати от мощен картечен и минометен огън. До 20 декември загубите на съветските войски са толкова големи, че 173-ти полк трябва да бъде изтеглен. На 23 декември финландците предприемат контраатака, която е отблъсната от Червената армия. Загиват около 100 души от двете страни. В същия ден пристига заповед за преминаване към отбрана поради големите загуби на персонал в предишните сражения.

## Последствия
На 25 декември (Коледа във Финландия) съветското командване започва атака срещу финландските позиции в района на Келя, за да удари 10-та финландска дивизия в района на Таипале. Атаката обаче е неуспешна. Фронтът се стабилизира до края на войната.